# Фертил (город, Миннесота)
Фертил (англ. Fertile) — город в округе Полк, штат Миннесота, США. На площади 4,9 км² (4,9 км² — суша, водоёмов нет), согласно переписи 2002 года, проживают 893 человека. Плотность населения составляет 182,2 чел./км².
- Телефонный код города — 218
- Почтовый индекс — 56540
- FIPS-код города — 27-20978[1]
- GNIS-идентификатор — 0643615[2]